# Naturschutzgebiet Dr.-C.-Otto-Wald und Hörsterholz
Das Naturschutzgebiet Dr.-C.-Otto-Wald und Hörsterholz (NSG-Kennung BO-008) mit einer Größe von 66,65 ha liegt im südwestlichen Bereich des Bochumer Stadtgebietes, nordöstlich des Stadtteils Bochum-Dahlhausen. Das Naturschutzgebiet umfasst den „Dr.-C.-Otto-Wald“, nördlich des noch im Betrieb befindlichen Werkes „Dr.C-Otto“ an der Stadtgrenze zu Essen, sowie den Waldbereich „Hörsterholz“, der sich östlich der Straße „Im Stapel“, südlich der Straßen „Varenholt“ und „Sudholz“,
sowie nördlich des Friedhofes Dahlhausen bis zur Schluchtstraße erstreckt.

## Gebietsbeschreibung
Der Landschaftsplan der Stadt Bochum beschreibt das Gebiet wie folgt:

„Der „Dr.C.-Otto-Wald“ ist ein waldbestandenes, enges Kerbtal aus dem Ruhrkarbon. Das Tal ist durch einen besonders schönen Buchenbestand mit großem Altholzbestand geprägt. Im steilen, schluchtartigen Talgrund verläuft ein kleiner, temporär wasserführender Bachlauf mit verschiedenen, gut ausgebildeten Quellgebieten. Der Bachlauf mit dem angrenzenden Wald
stellt einen für Bochum bedeutsamen Lebensraum für Feuersalamander dar. Im westlichen Bereich befindet sich eine mittelalte Aufforstungsfläche auf einer terrassenartigen Anhöhe.
An der Stadtgrenze zu Essen treten im Bereich der Steilhänge natürliche Felsklippen zu Tage. Nach Osten erstrecken sich in Siepentälern die wertvollen Altholzbuchenbestände des Hörsterholzes. Die Waldbereiche zwischen den Siepentälern bestehen teilweise aus jüngeren Laubmischwäldern.

Entlang der Straße „Am Ruhrort“ verläuft der naturnah ausgebaute Hörsterholzbach. Das Bachtal endet im Süden zum Industriegebiet hin mit einer wertvollen Steilwand, in dem sich ein bedeutendes Fledermausbiotop befindet. Der Bach und seine angrenzenden Feuchtbiotope stellen einen wertvollen Lebensraum für den Wasser- und Grasfrosch und den Feuersalamander dar.“

Die Biologische Station östliches Ruhrgebiet hat zusammen mit anderen Beteiligten einen Naturlehrpfad im Naturschutzgebiet mit Schautafeln zu den Themen Tiere, Bach, Wald, Klima, Geschichte und Geologie erarbeitet. Standorte der Tafeln und Wegenetz können auf der Website (s. u.) eingesehen werden.

## Schutzziele
Die Schutzausweisung erfolgt
- zur Erhaltung von Lebensgemeinschaften oder Biotope bestimmter wildlebender Pflanzen und wildlebender Tier- und Pflanzenarten und

- wegen der Seltenheit, besonderen Eigenart und hervorragenden Schönheit des Gebietes.[3][4]

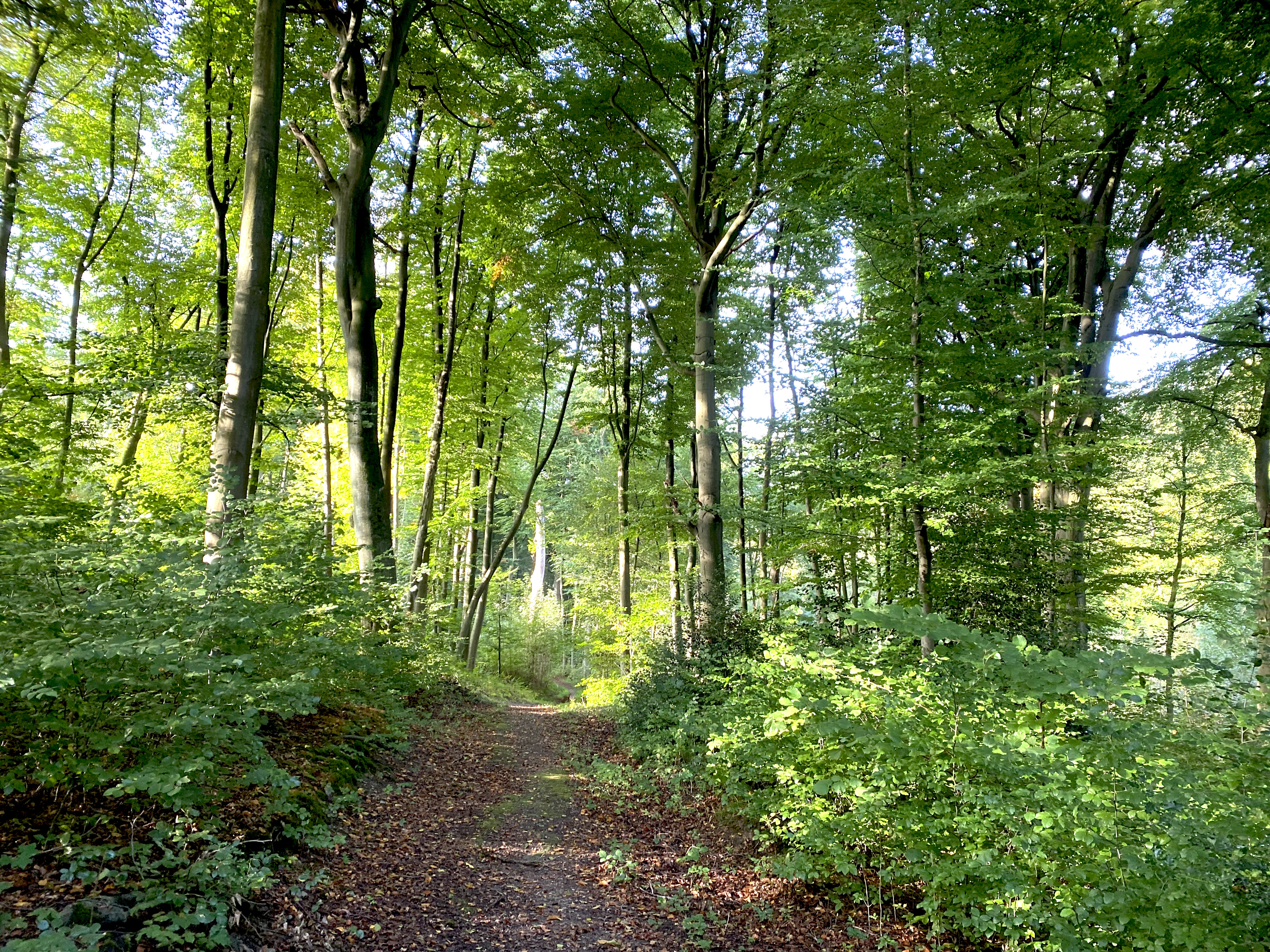
Hörsterholzwald
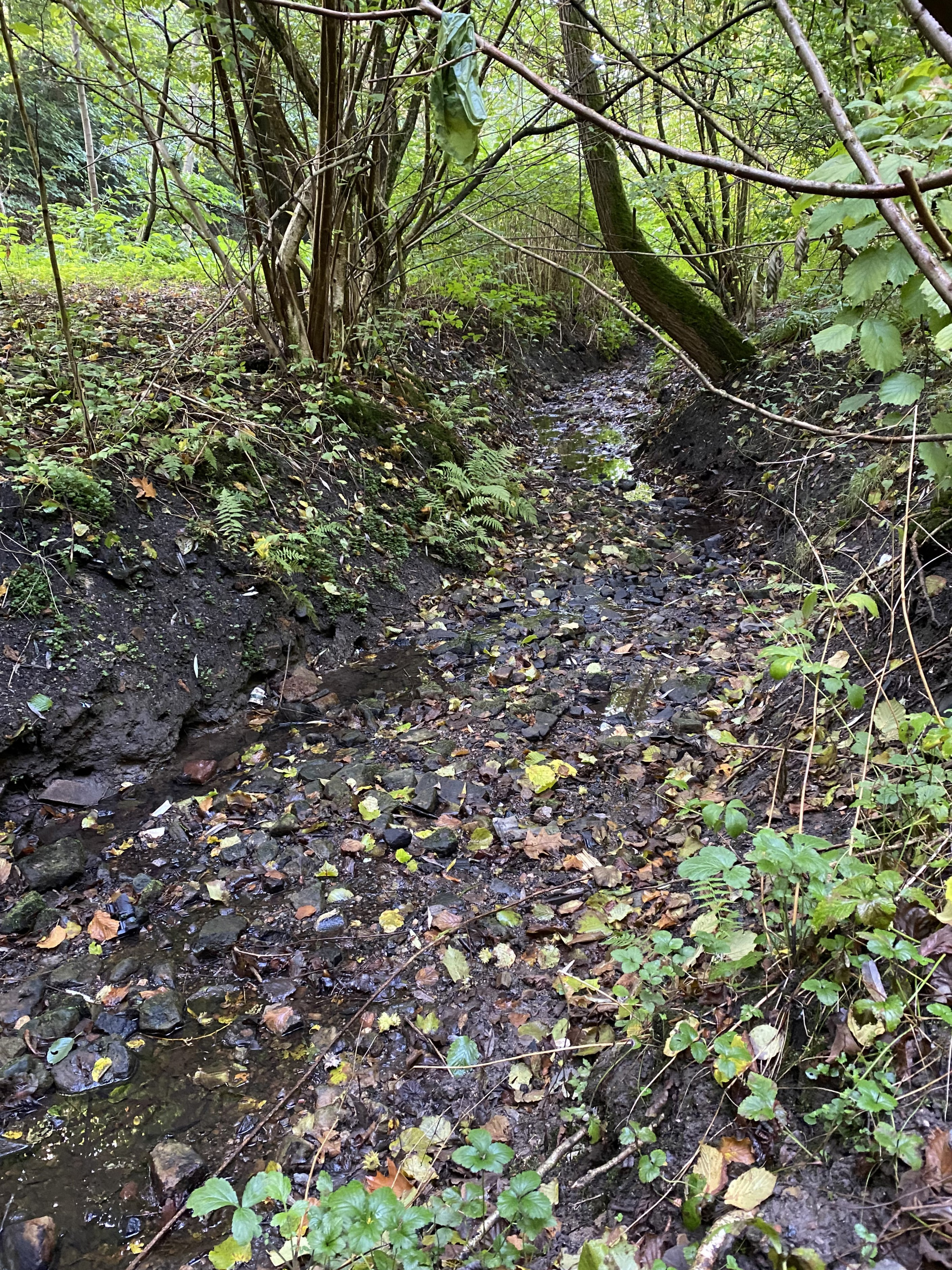
Hörsterholzbach
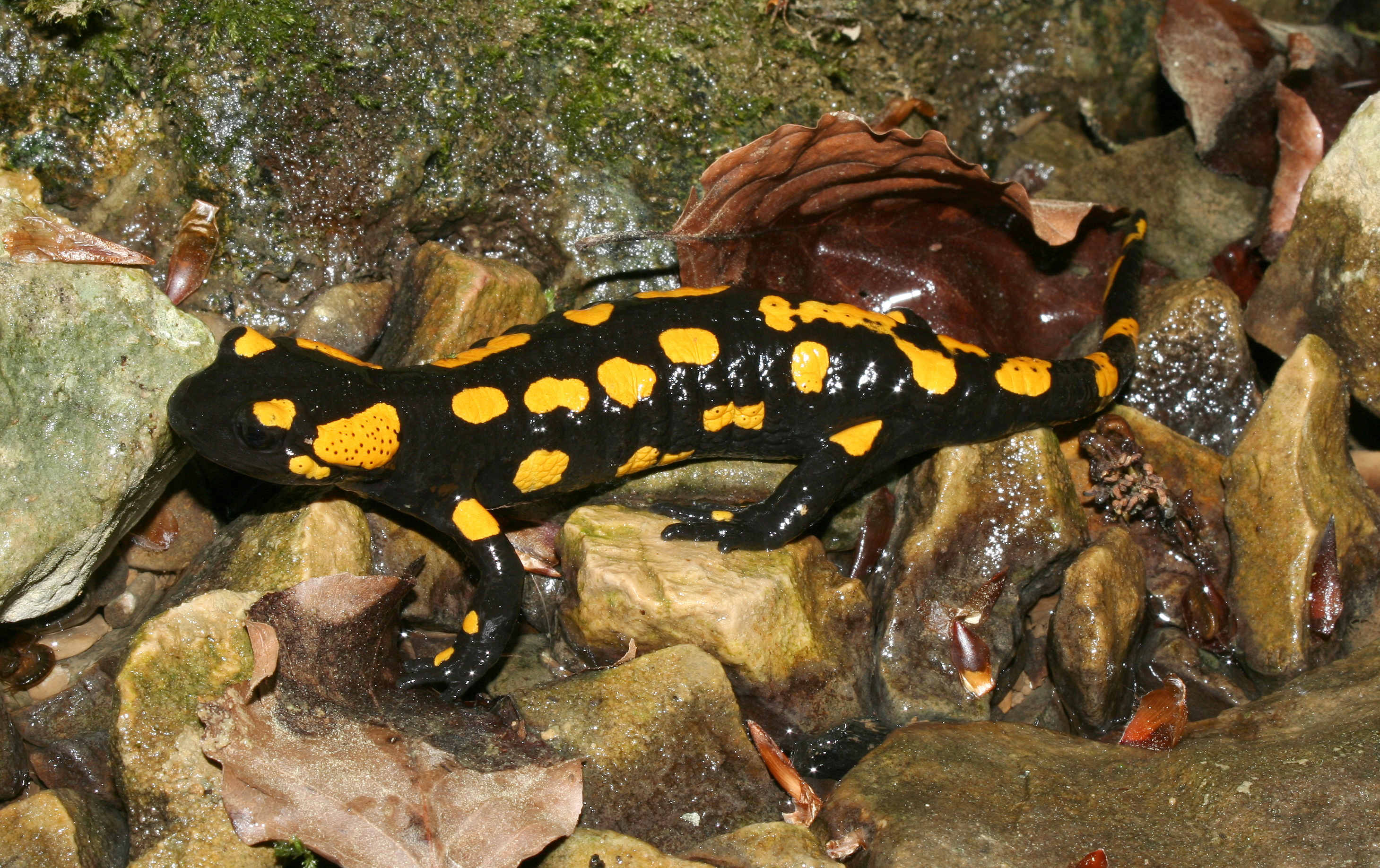
Feuersalamander – vom Aussterben bedroht – ist im Hörster Holz heimisch
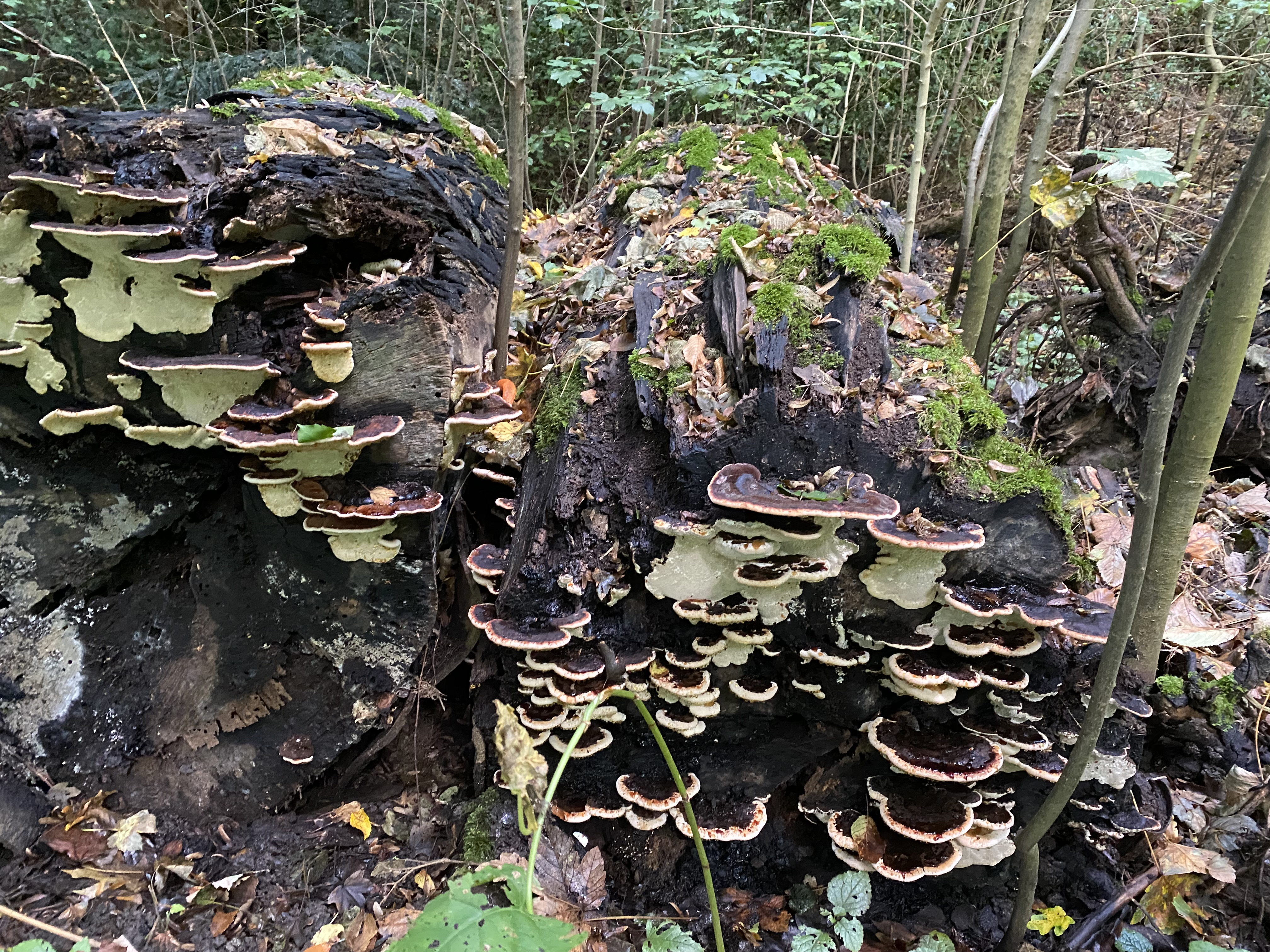
Baumpilze bei der Zersetzungsarbeit
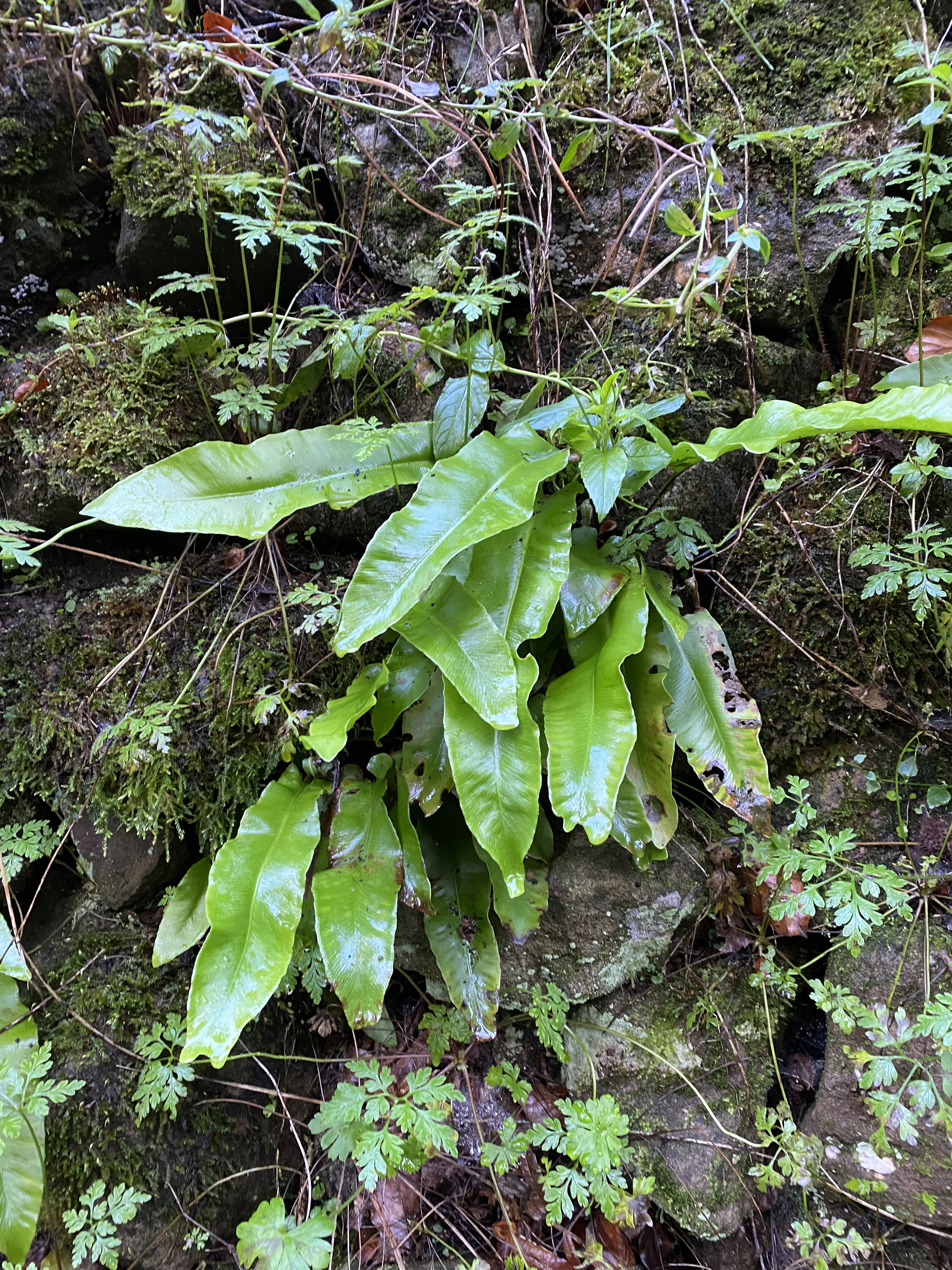
Der seltene Hirschzungenfarn liebt kalkhaltige Steinfugen
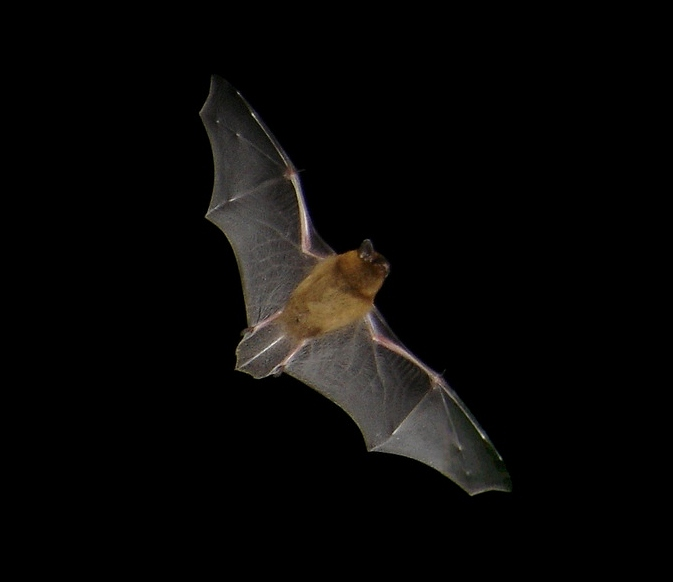
Fledermäuse besitzen ein Quartier in einer Felswand im NSG
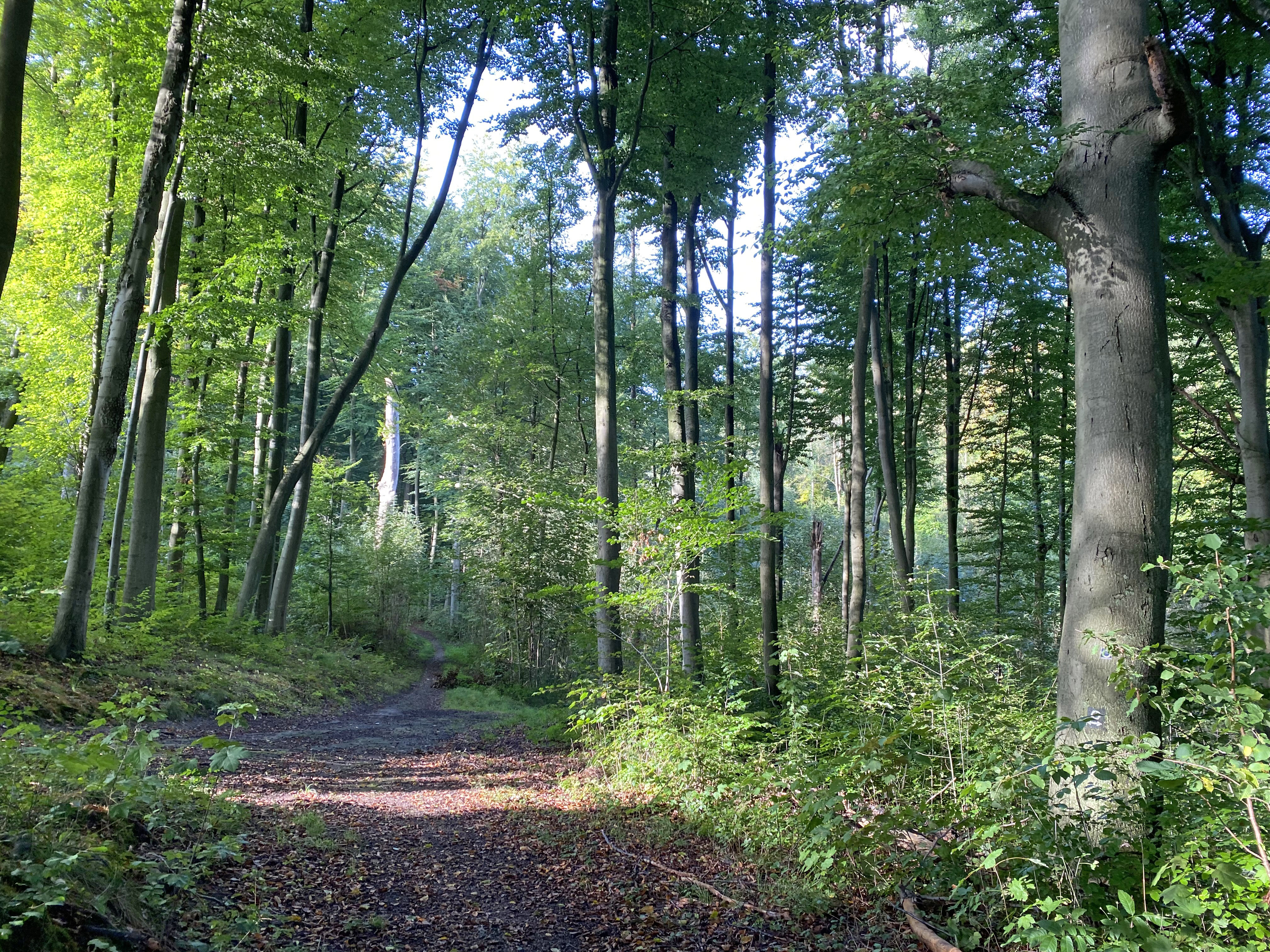
Rotbuchenwald
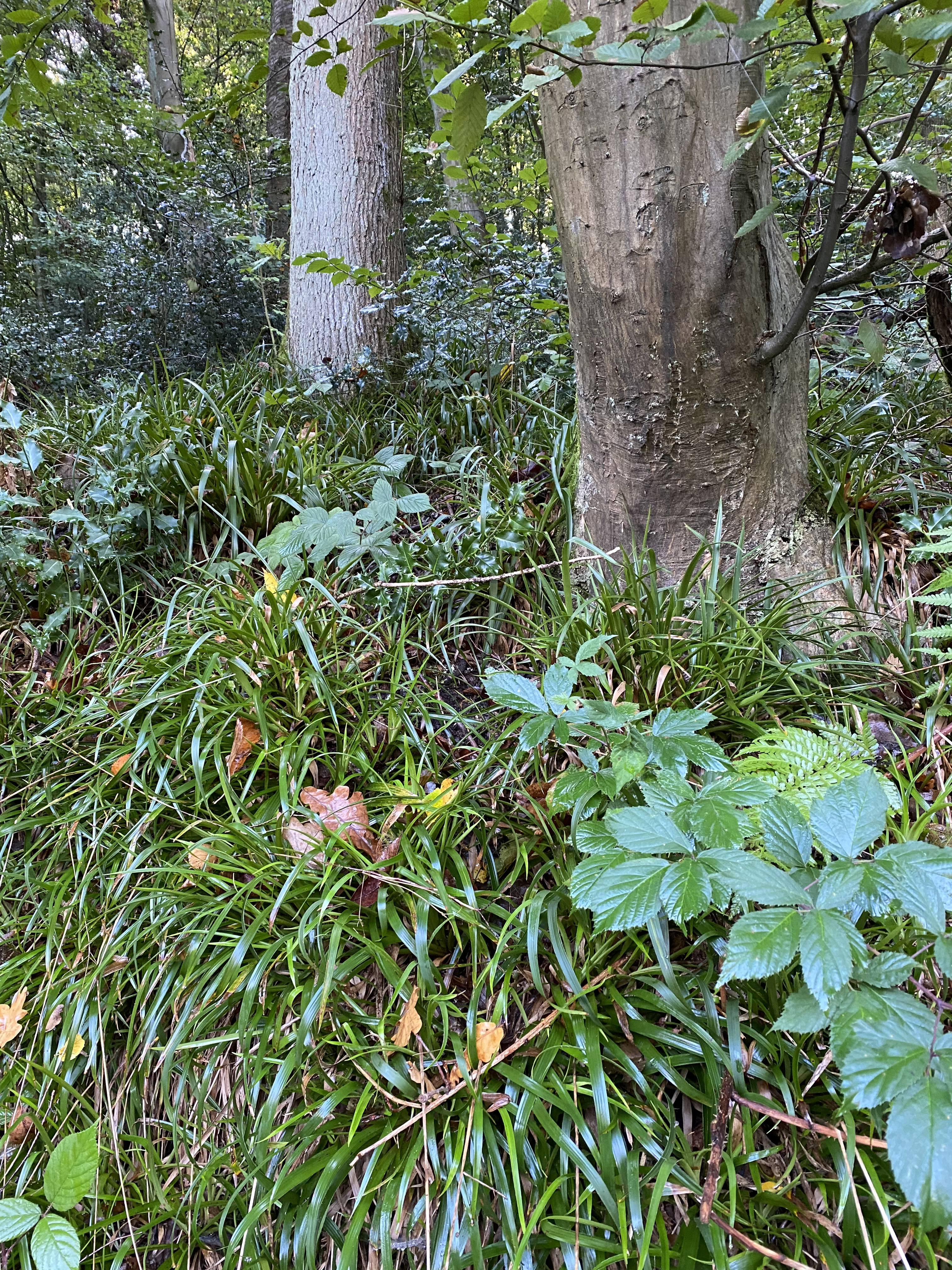
Hainsimsen-Buchenwald im NSG
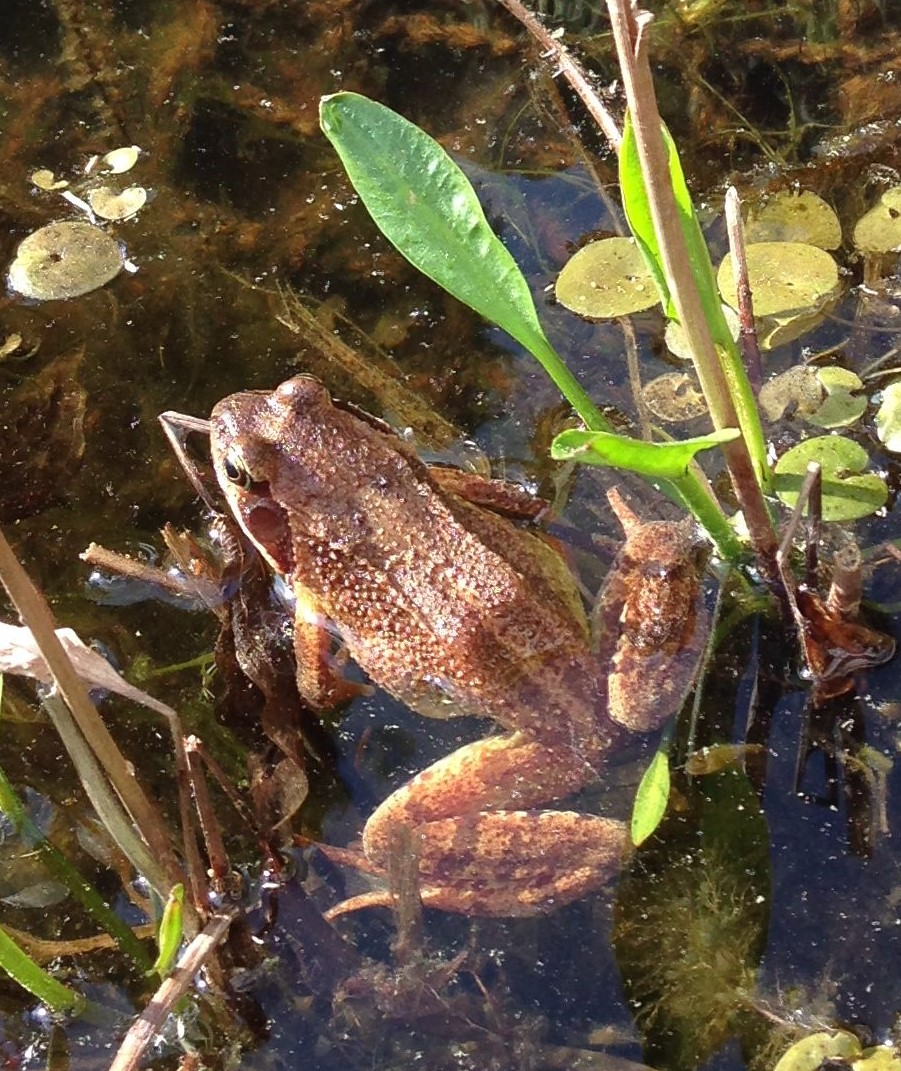
Grasfrosch – im NSG heimisch
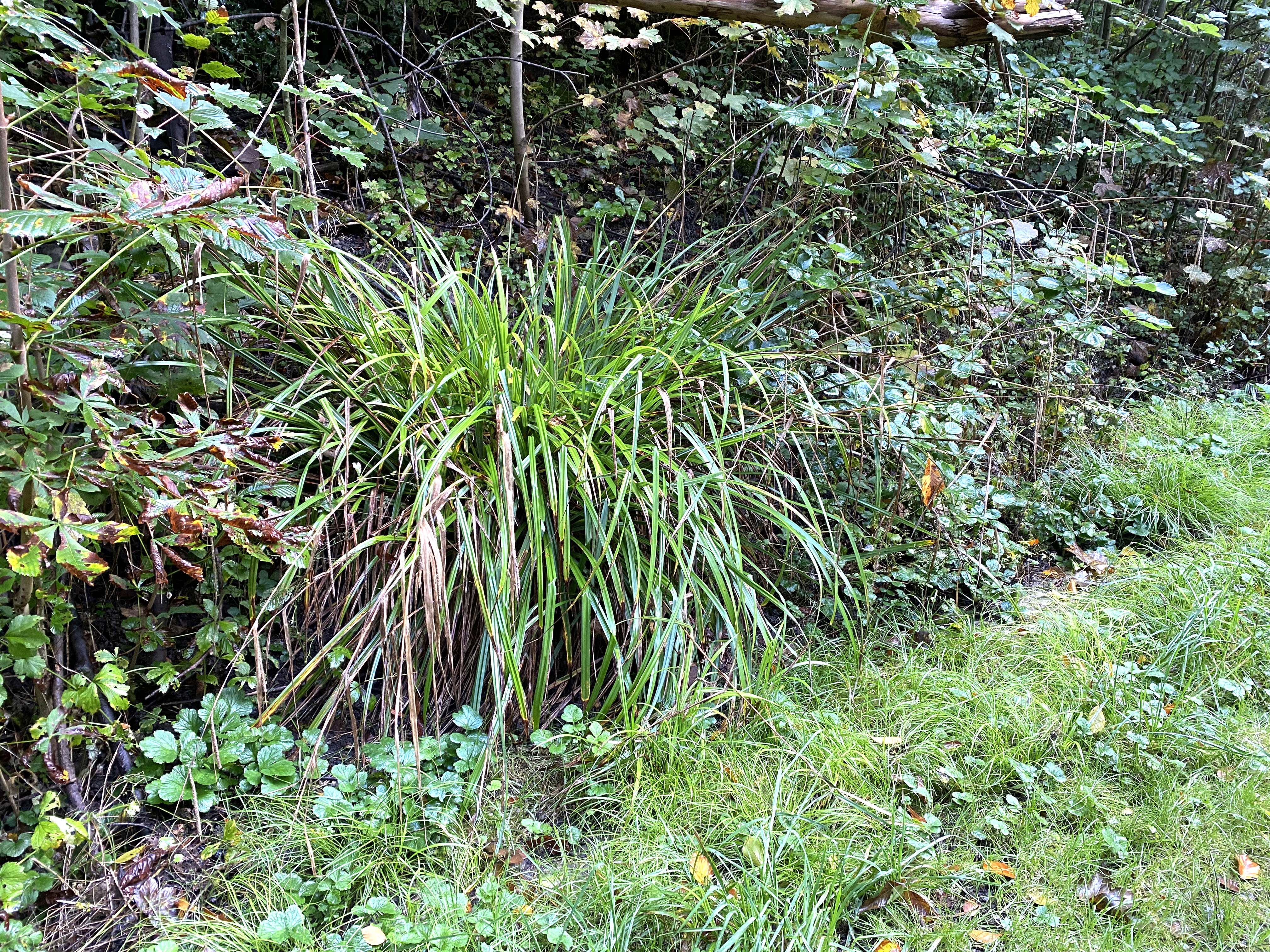
Hänge-Segge im NSG